# 領航醫藥及生物科技
領航醫藥及生物科技有限公司，簡稱領航醫藥及生物科技（英語：Innovative Pharmaceutical Biotech Limited，港交所：0399），在1998年建立，在2009年3月3日，從遠東生物制藥科技有限公司換取上市而來，主要業務分銷藥品，及分銷基因測試服務，前身為「聯合基因科技集團有限公司」。
董事會主席為蔣年，總裁為李雅欣。
在經過重組企業內部管理後，已進行全面改革，包括合股、發行新股、收購中荷（平湖）生物技術有限公司、復旦健康廣東有限公司，以及復旦健康國際（香港）有限公司等。主要總部位於香港灣仔港灣道25號海港中心14字樓1405-6室。